# Yuma County (Arizona)
Yuma County ist ein County im US-Bundesstaat Arizona der Vereinigten Staaten. Der Verwaltungssitz (County Seat) ist Yuma.

## Geografie
Das County liegt im Südwesten von Arizona, grenzt im Westen an Kalifornien sowie im Süden an die beiden mexikanischen Bundesstaaten Baja California und Sonora. Das County hat eine Gesamtfläche von 14.294 Quadratkilometern.
Hier und im La Paz County befindet sich mit Yuma Proving Ground eines der größten Militärgelände der Welt.
Das County wird vom Office of Management and Budget zu statistischen Zwecken als Yuma, AZ Metropolitan Statistical Area geführt.

## Geschichte
Yuma County wurde am 21. Dezember 1864 als eines der vier Originalcountys gebildet. Die Countygrenzen blieben bis 1982 bestehen, als La Paz County aus der nördlichen Hälfte des Countys gebildet wurde. Es wurde nach dem Volk der Yuma benannt, der indigenen Bevölkerung in dieser Region.
57 Bauwerke, Stätten und historische Bezirke (Historic Districts) des Countys sind im National Register of Historic Places („Nationales Verzeichnis historischer Orte“; NRHP) eingetragen (Stand 6. Februar 2022), darunter haben die Yuma Crossing and Associated Sites den Status eines National Historic Landmarks („Nationales historisches Wahrzeichen“).

## Demografische Daten

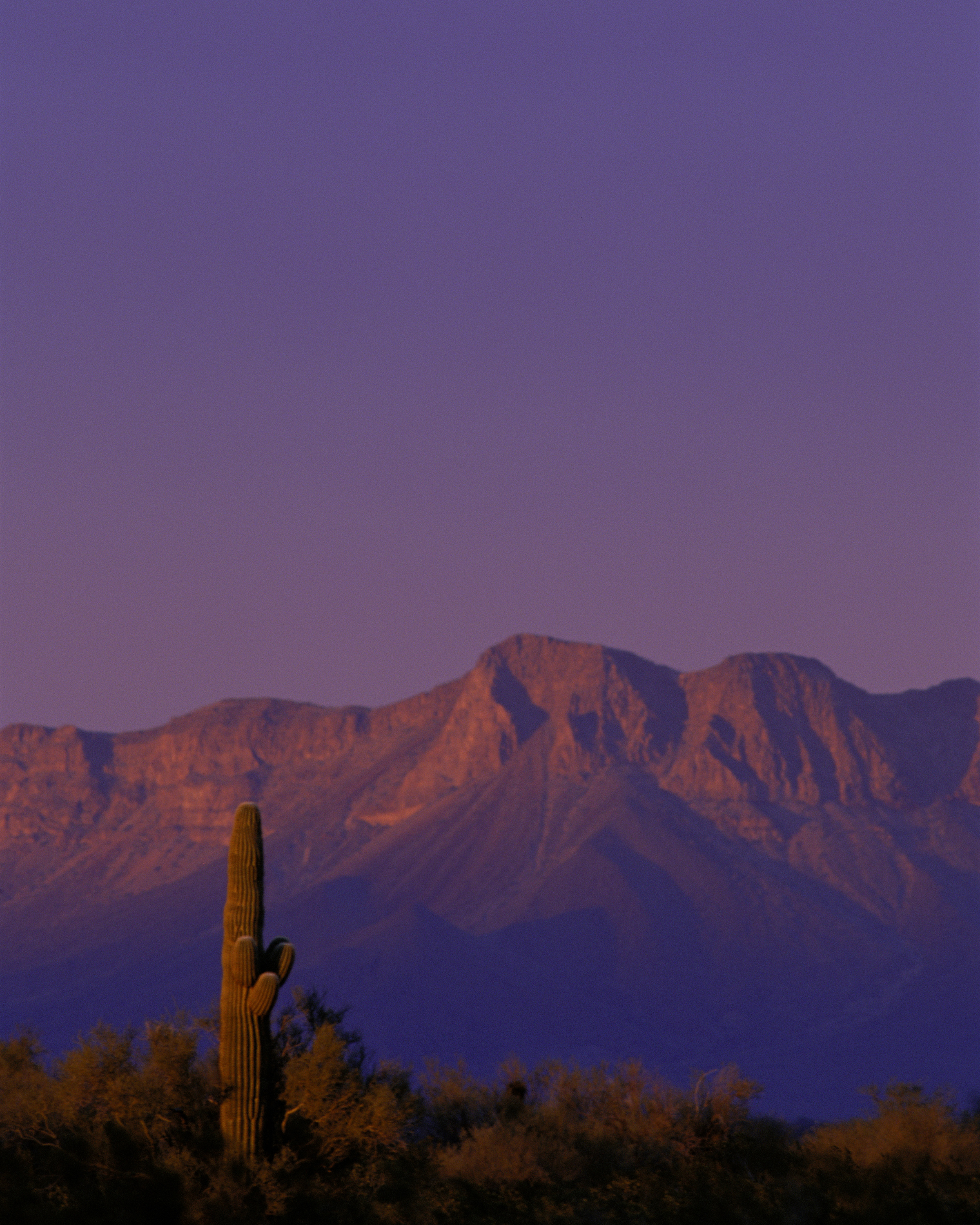
Das Cabeza Prieta National Wildlife Refuge

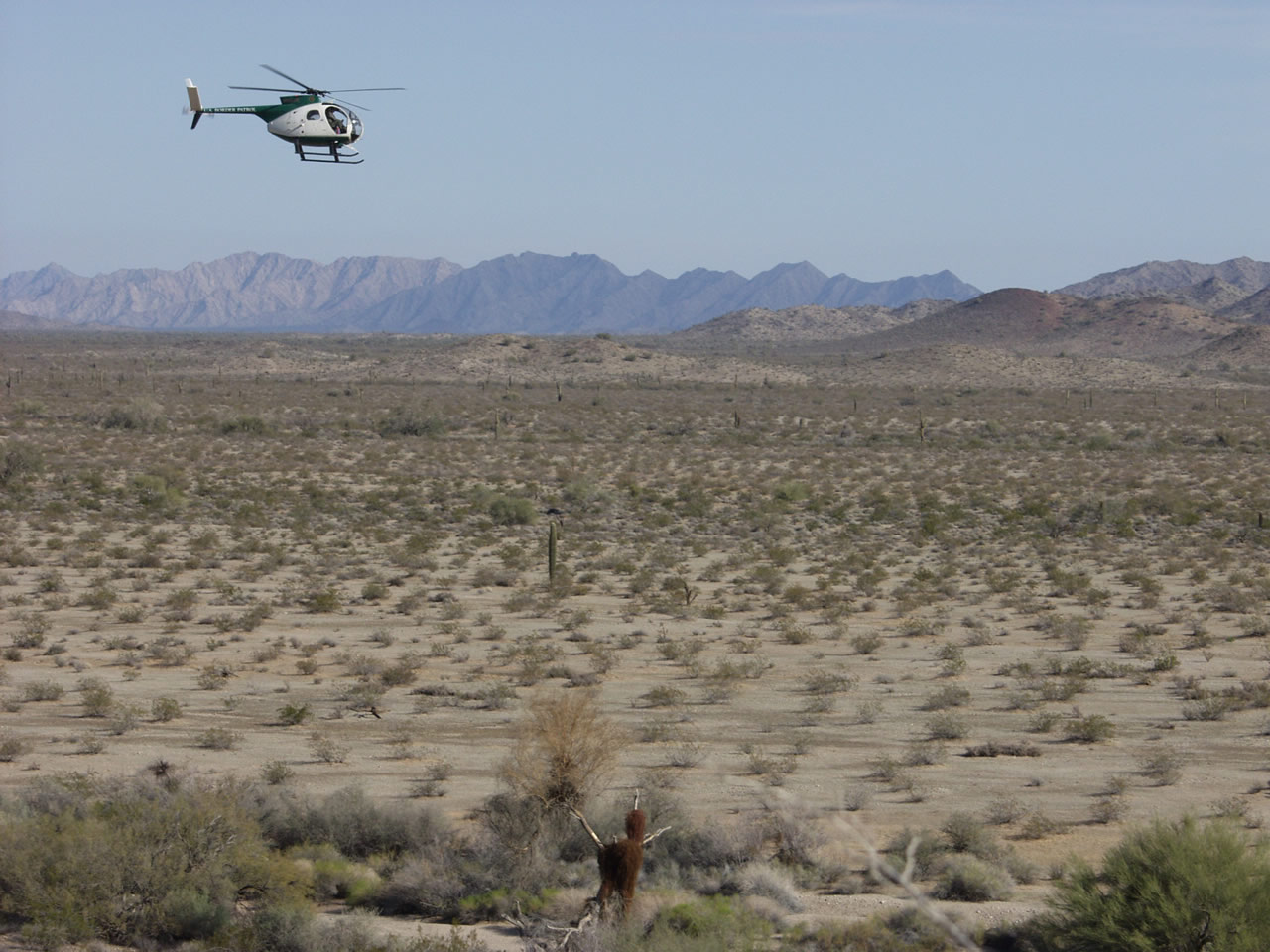
Das im NRHP gelistete El Camino Del Diablo

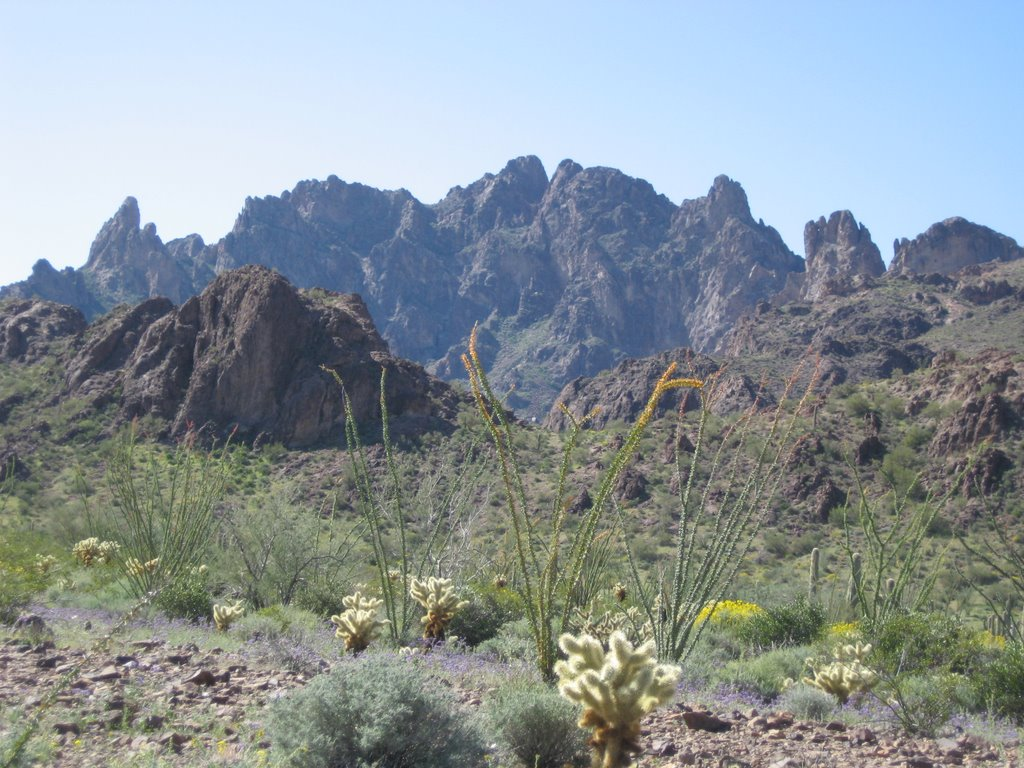
Die Kofa Mountains

Nach der Volkszählung im Jahr 2000 lebten im Yuma County 160.026 Menschen. Es gab 53.848 Haushalte und 41.678 Familien. Die Bevölkerungsdichte betrug 11 Einwohner pro Quadratkilometer. Ethnisch betrachtet setzte sich die Bevölkerung aus 68,28 Prozent Weißen, 2,22 Prozent Afroamerikanern, 1,64 Prozent amerikanischen Ureinwohnern, 0,93 Prozent Asiaten, 0,12 Prozent Bewohnern aus dem pazifischen Inselraum und 23,59 Prozent aus anderen ethnischen Gruppen zusammen; 3,22 Prozent stammten von zwei oder mehr Ethnien ab. 50,47 Prozent der Bevölkerung waren spanischer oder lateinamerikanischer Abstammung.
Von den 53.848 Haushalten hatten 36,9 Prozent Kinder und Jugendliche unter 18 Jahre, die bei ihnen lebten. 62,3 Prozent waren verheiratete, zusammenlebende Paare, 11,2 Prozent waren alleinerziehende Mütter, 22,6 Prozent waren keine Familien. 18,5 Prozent waren Singlehaushalte und in 8,9 Prozent lebten Menschen im Alter von 65 Jahren oder darüber. Die Durchschnittshaushaltsgröße betrug 2,86 und die durchschnittliche Familiengröße lag bei 3,27 Personen.
Auf das gesamte County bezogen setzte sich die Bevölkerung aus 28,9 Prozent Einwohnern unter 18 Jahren, 10,0 Prozent zwischen 18 und 24 Jahren, 25,6 Prozent zwischen 25 und 44 Jahren, 18,9 Prozent zwischen 45 und 64 Jahren zusammen und 16,5 Prozent waren 65 Jahre alt oder darüber. Das Durchschnittsalter betrug 34 Jahre. Auf 100 weibliche Personen kamen 102,0 männliche Personen, auf 100 Frauen im Alter ab 18 Jahren kamen statistisch 101,1 Männer.
Das jährliche Durchschnittseinkommen eines Haushalts betrug 32.182 USD, das Durchschnittseinkommen der Familien betrug 34.659 USD. Männer hatten ein Durchschnittseinkommen von 27.390 USD, Frauen 22.276 USD. Das Prokopfeinkommen betrug 14.802 USD. 19,2 Prozent der Bevölkerung und 15,5 Prozent der Familien lebten unterhalb der Armutsgrenze. Darunter waren 27,9 Prozent der Bevölkerung unter 18 Jahren und 8,7 Prozent der Einwohner ab 65 Jahren.

## Orte im Yuma County
Im Yuma County liegen vier Gemeinden, davon drei Cities und eine Town. Zu Statistikzwecken führt das U.S. Census Bureau 16 Census-designated places, die dem County unterstellt sind und keine Selbstverwaltung besitzen. Diese sind wie die Unincorporated Communities gemeindefreies Gebiet.
| Cities - San Luis - Somerton - Yuma | Town - Wellton |

Census-designated places
| - Avenue B and C - Aztec - Buckshot - Dateland - Donovan Estates - Drysdale | - El Prado Estates - Fortuna Foothills - Gadsden - Martinez Lake - Orange Grove Mobile Manor - Padre Ranchitos | - Rancho Mesa Verde - Tacna - Wall Lane - Wellton Hills |

andere Unincorporated Communities
| - Mohawk - Roll - Speece Addition |

Geisterstädte
| - Arizona City - Castle Dome Landing - Colorado City - Dome | - Fillibusters Camp - Fortuna - Gila City - Hyder - Kofa | - La Laguna - Mission Camp - Owl - Pedrick’s - Polaris |

## Schutzgebiete
| - Cabeza Prieta National Wildlife Refuge (partiell) - Imperial National Wildlife Refuge (partiell) - Kofa National Wildlife Refuge (partiell) | - Yuma Quartermaster Depot State Historic Park - Yuma Territorial Prison State Historic Park |